# Любсько (гміна)
Гміна Любсько (пол. Gmina Lubsko) — місько-сільська гміна у північно-західній Польщі. Належить до Жарського повіту Любуського воєводства.
Станом на 31 грудня 2011 у гміні проживало 19361 особа.

## Площа
Згідно з даними за 2007 рік площа гміни становила 182.69 км², у тому числі:
- орні землі: 46.00%
- ліси: 43.00%

Таким чином, площа гміни становить 13.11% площі повіту.

## Населення
Станом на 31 грудня 2011:
| Опис     | Загалом | Загалом | Чоловіки | Чоловіки | Жінки | Жінки |
| -------- | ------- | ------- | -------- | -------- | ----- | ----- |
| одиниця  | осіб    | %       | осіб     | %        | осіб  | %     |
| все      | 19361   | 100     | 9495     | 49.04    | 9866  | 50.96 |
| міське   | 14731   | 100     | 7178     | 48.73    | 7553  | 51.27 |
| сільське | 4630    | 100     | 2317     | 50.04    | 2313  | 49.96 |

## Сусідні гміни
Гміна Любсько межує з такими гмінами: Бобровіце, Броди, Ґубін, Новоґруд-Бобжанський, Тупліце, Ясень.